# 下江町
下江町（しもえちょう）は静岡県浜松市中央区の町名。丁番を持たない単独町名である。住居表示未実施。

## 地理
浜松市中央区の東部、芳川地区の南部に位置する。東で富屋町、西で大柳町（おおやぎちょう）及び鼡野町（ねずみのちょう）、南で御給町及び松島町、北で四本松町及び立野町と接する。

### 河川
- 芳川

### 学区
小学校・中学校の学区は以下の通りである。
- 浜松市立芳川小学校
- 浜松市立東陽中学校

## 歴史

### 町名の由来
浜名郡芳川村が浜松市へ合併する際、江川・下前島・下中島の3地区のそれぞれ一字を合わせて、下江とした。

### 沿革
- 1889年（明治22年）4月1日 - 町村制の施行により、江川村・下前島村・下中島村が周辺の村と合併し、長上郡芳川村となる。旧村名はそのまま大字となる[書籍 2]。
- 1896年（明治29年）4月1日 - 郡制の施行により所属郡が浜名郡に変更。
- 1954年（昭和29年）7月1日 - 芳川村が浜松市に編入される。
- 1955年（昭和30年） - 大字江川・大字下前島・大字下中島を統合し、下江町となる[WEB 8]。
- 1980年（昭和55年） - 浜松市立南陽公民館が開設される。
- 1984年（昭和59年）4月11日 - 浜松市立南陽図書館が開設される[WEB 9]。
- 2007年（平成19年）4月1日 - 浜松市が政令指定都市となる。下江町は南区の一部となる。
- 2013年（平成25年）4月1日 - 浜松市立南陽公民館が浜松市南陽協働センターへ名称変更する。
- 2024年（令和6年）1月1日 - 浜松市の行政区再編により、下江町は中央区の一部となる。

## 施設
- 浜松市南陽協働センター
- 浜松市立南陽図書館
- 社会福祉法人愛光会 法人本部
  - 幼保連携型認定こども園 ハローこども園
- 三工商会 本社
- サンコー分析センター 本社
- クニオ商産 本社（あさひなグループ）
- JA-SS芳川SS（とぴあサービス（JAとぴあ浜松子会社）が運営）
- セブン-イレブン浜松下江町店
- 曹洞宗 徳雲寺
- 曹洞宗 清心寺
- 稲荷神社
- 水神社

## 交通

### バス
- 遠鉄バス1遠州浜線：（浜松駅 方面 - ）下江町（ - 遠州浜四丁目・遠州浜温泉 方面）

### 道路
- 静岡県道316号舞阪竜洋線（掛舞線）[書籍 3]
- 浜松市道四本松16号線（江川中通り）[WEB 10][WEB 11]
- 浜松市道下江3号線（東陽中学通り）[WEB 10][WEB 11]
- 浜松市道富屋1号線（東陽中学通り）[WEB 10][WEB 11]
- 浜松市道下江19号線（前島中通り）[WEB 10][WEB 11]

## その他

### 警察
警察の管轄区域は以下の通りである。
| 番・番地等 | 警察署       | 交番・駐在所 |
| ---------- | ------------ | ------------ |
| 全域       | 浜松東警察署 | 富屋町交番   |

### 消防
消防の管轄区域は以下の通りである。
| 番・番地等 | 消防署   | 本署/出張所 |
| ---------- | -------- | ----------- |
| 全域       | 南消防署 | 芳川出張所  |

### 書籍
1. ↑  『わが町文化誌 水と光と緑のデルタ』浜松市南陽公民館、1991年10月22日、28頁。
2. ↑  『浜松市史 三』浜松市役所、1980年3月26日、176頁。
3. ↑  『わが町文化誌 水と光と緑のデルタ』浜松市南陽公民館、1991年10月22日、67,68頁。

### WEB
1. ↑  “h02_22.csv”.   総務省 (2022年2月10日). 2024年7月31日閲覧。
2. ↑  “chuouku_menseki.xlsx”.   浜松市 (2024年3月12日). 2024年7月31日閲覧。
3. ↑  “静岡県 浜松市中央区 下江町の郵便番号 - 日本郵便”.   日本郵便. 2025年2月15日閲覧。
4. ↑  “市外局番の一覧”.   総務省 (2022年3月1日). 2024年7月31日閲覧。
5. ↑  “事業所案内及び管轄地域（事務所3件、分室3件）”.   一般社団法人静岡県自動車会議所. 2024年7月31日閲覧。
6. ↑  “住居表示実施状況／浜松市”.   浜松市 (2024年1月4日). 2024年7月31日閲覧。
7. ↑  “学校名から探す／浜松市”.   浜松市 (2024年1月1日). 2024年7月31日閲覧。
8. ↑  “解説ページ”.   株式会社エア. 2024年10月4日閲覧。
9. ↑  “図書館のあゆみ｜浜松市立図書館｜浜松市”.   浜松市. 2024年9月24日閲覧。
10. 1 2 3 4  “07aisyouhyoushiki-hyoushiki3.pdf”.   浜松市南陽協働センター (2024年7月5日). 2024年8月5日閲覧。
11. 1 2 3 4  “08aisyouhyoushiki-itizu.pdf”.   浜松市南陽協働センター (2024年7月5日). 2024年8月5日閲覧。
12. ↑  “富屋町交番｜静岡県警察”.   静岡県警察 (2024年1月1日). 2024年7月31日閲覧。
13. ↑  “消防署の町別管轄「し」／浜松市”.   浜松市 (2024年3月21日). 2024年7月31日閲覧。